# Abdelkader Saadi
Pour les articles homonymes, voir Saadi (homonymie) et Abdelkader Saâdi.
Abdelkader Saadi, né le 1er mars 1955, est un homme politique algérien. Membre du Front de libération nationale, il fut député de la quatrième circonscription électorale de la wilaya de Chlef au cours de la troisième législature (1987-1992).
Le 28 décembre 2019, au lendemain de l'élection présidentielle algérienne de 2019, Ali Benflis démissionne de la présidence de son parti Talaie El Hourriyet et Abdelkader Saâdi devient alors président intérimaire du parti en attendant la tenue d'un prochain congrès. En  mars 2021, les  détracteurs de Saädi craignent que le parti soit mis à « disposition du pouvoir en prévision des prochaines législatives ». Lors d'une session extraordinaire du comité central (CC) du parti, ils décident la destitution de Saâdi,.

## Sources, notes et références
1. ↑  « Ali Benflis démissionne du poste de président du parti Talaïe El Houriyet »
2. ↑  Talaie El Hourriyet: le Comité central décide de participer aux prochaines législatives, site aps.dz, 18 mars 2021.
3. ↑  La crise qui secoue le parti de Benflis, Talaie El Hourriyet, s’exacerbe : Le président par intérim destitué par le comité central, site elwatan.com, 18 mars 2021.